# Laverrière
Laverrière is een gemeente in het Franse departement Oise (regio Hauts-de-France) en telt 44 inwoners (2009). De plaats maakt deel uit van het arrondissement Beauvais.

## Geografie
De oppervlakte van Laverrière bedraagt 3,8 km², de bevolkingsdichtheid is dus 11,6 inwoners per km².
De onderstaande kaart toont de ligging van Laverrière met de belangrijkste infrastructuur en aangrenzende gemeenten.

## Demografie
Onderstaande figuur toont het verloop van het inwonertal (bron: INSEE-tellingen).